# Arth
Arth är en ort och kommun i distriktet Schwyz i kantonen Schwyz i Schweiz. Kommunen har 12 476 invånare (2023).
Orten Arth ligger vid Zugsjön. Cirka 1,5 kilometer från Arth ligger orten Oberarth. Ytterligare cirka 1,5 kilometer bort ligger kommunens största ort, Goldau, en järnvägsknut med järnvägsstationen Arth-Goldau. Den sydvästra delen av kommunen är en del av alpområdet Rigi.
En majoritet (86,3 %) av invånarna är tyskspråkiga (2014). 64,7 % är katoliker, 7,5 % är reformert kristna och 27,8 % tillhör en annan trosinriktning eller saknar en religiös tillhörighet (2014).
| Namn     | Folkmängd 31 dec 2021 |
| -------- | --------------------- |
| Arth     | 3 751                 |
| Oberarth | 2 146                 |
| Goldau   | 6 210                 |
| Rigi     | 53                    |